# Holder (football americano)
L'holder è un ruolo di una squadra di football americano.
Il suo compito è di fermare la palla lanciata dal long snapper e di tenerla ferma a terra fin quando non viene calciata dal kicker.